# Monument a Ramon Carnicer (Tàrrega)
El Monument a Ramon Carnicer és una escultura pública de Tàrrega (Urgell) inclosa a l'Inventari del Patrimoni Arquitectònic de Catalunya.

## Descripció
És un monument dedicat al compositor targarí Ramon Carnicer. És un conjunt escultòric de pedra el qual suportat per una peanya amb forma de quart d'esfera en la que se li adossa un dau rectangular, en la part més posterior, on s'hi pot veure una placa de bronze amb el nom de l'autor. Justa a sobre s'hi recolza una estructura verticalitat, de certa alçada, amb forma rectangular pintat en blanc. A la part frontal hi ha gravades les dates en què va morir i néixer en Ramon Carnicer: 1789 i 1855. Ambdues datacions flanquegen a un medalló de bronze on en alt relleu s'hi dibuixa el seu bust. El monument commemoratiu és coronat per un grup escultòric format per dos personatges de curta edat assentats de manera molt informal. Un d'ells, el nen, està tocant el flabiol i la nena, l'abraça amigablement.